# Associação Desportiva da Ribeira Grande
O Associação Desportiva da Ribeira Grande  é um clube de futebol da cidade da Praia na ilha do Santiago de Cabo Verde.  O clube joga a Segunda Divisão de Campeonato regional de Santiago Sul. Sua sede clube está situada em Cidade Velha e, os seus jogos como mandante são disputados no Estádio da Várzea em Praia.

## História
O Ribeira Grande foi fundado em 4 de maio de 2006, sendo o único clube do esportes e futebol de Ribeira Grande de Santiago.
O clube foi finalista da Segunda Divisão e perdeu dois jogos para o GD Varanda em 26 e 30 de julho, na temporada 2012-14.

## Logo e uniforme
As cores do logo (ou emblema), e equipamento principal são o azul e branco.. O equipamento alternativo é branco e azul. Incluido a emblema é património popular de Pelourinho.

## Estádio

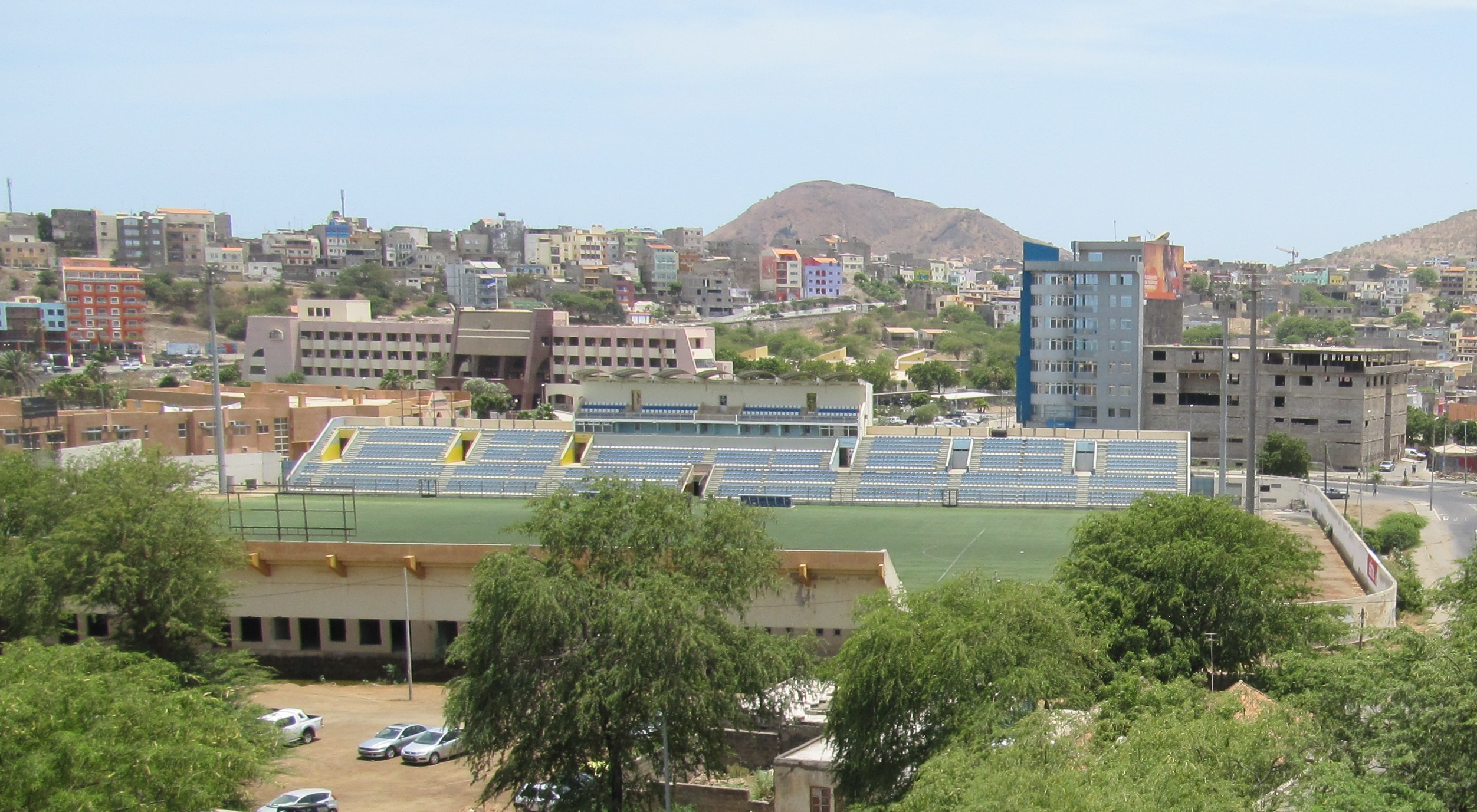
Estádio da Várzea, o casa de campo de Varanda

Os jogos, em casa, são disputados no Estádio da Várzea.  Outros clubes populares também jogam neste estádio, incluindo: Sporting Clube da Praia, Boavista FC, CD Travadores, Académica da Praia, Vitória e Desportivo.
O clube treina neste estádio e na Cidade Velha em zona oeste.

## Títulos secundários
- Segunda Divisão de Santiago Sul: 2

2006-07, 2016-17

## Futebol

#### Regionais
| Temporada | Div | Pos | Pts    | J  | V  | E | D  | G.M. | G.S. | Diff. |
| 2005-06   | 2   | 2   | -      | -  | -  | - | -  | -    | -    | -     |
| 2006-07   | 2   | 1   | -      | -  | -  | - | -  | -    | -    | -     |
| 2007-08   | 2   | 9   | 16 pts | 18 | 4  | 4 | 10 | 15   | 28   | -13   |
| 2008-09   | 2   | 10  | 11 pts | 18 | 2  | 5 | 11 | 13   | 34   | -21   |
| 2009-10   | 2   | 2   | 45 pts | 18 | -  | - | -  | -    | -    | -     |
| 2010-11   | 2   | 8   | 20 pts | 18 | 5  | 5 | 8  | 14   | 33   | -19   |
| 2011-12   | 2   | 6   | 22 pts | 18 | 6  | 4 | 8  | 25   | 33   | -8    |
| 2012-13   | 2   | 19  | 5 pts  | 18 | 0  | 5 | 13 | 15   | 43   | -28   |
| 2013-14   | 2   | 2   | 29 pts | 18 | 8  | 5 | 5  | 20   | 21   | -1    |
| 2016-17   | 2   | 1   | 40 pts | 18 | 12 | 4 | 2  | 32   | 11   | 21    |
| 2017-18   | 2   | 6   | 28 pts | 22 | 9  | 1 | 12 | 28   | 30   | -2    |
| 2018–19   | 2   | 11  | 4 pts  | 22 | 3  | 2 | 17 | 19   | 54   | -35   |